# Collabieae
Collabieae Pfitzer, 1887 è una tribù di piante appartenente alla famiglia delle Orchidacee (sottofamiglia Epidendroideae).

## Tassonomia
La tribù comprende i seguenti generi:
- Acanthophippium Blume, 1825 (13 spp.)
- Ancistrochilus Rolfe, 1897 (2 spp.)
- Ania Lindl. (6 spp.)
- Calanthe R.Br., 1821 (216 spp.)
- Cephalantheropsis Guillaumin, 1960 (5 spp.)
- Chrysoglossum Blume, 1825 (4 spp.)
- Collabium Blume, 1825 (15 spp.)
- Diglyphosa Blume, 1825 (3 spp.)
- Eriodes Rolfe, 1915 (1 sp.)
- Gastrorchis Thouars, 1809 (9 spp.)
- Hancockia Rolfe, 1903 (1 sp.)
- Ipsea Lindl., 1831 (3 spp.)
- Nephelaphyllum Blume, 1825 (13 spp.)
- Pachystoma Blume, 1825 (2 spp.)
- Phaius Lour., 1790 (43 spp.)
- Pilophyllum Schltr., 1914 (1 sp.)
- Plocoglottis Blume, 1825 (36 spp.)
- Risleya King & Pantl.  (1 sp.)
- Spathoglottis Blume, 1825 (41 spp.)
- Tainia Blume, 1825 (29 spp.)